# Llista de monuments de Copons
correcció
Llista de monuments de Copons inclosos en l'Inventari del Patrimoni Arquitectònic Català per al municipi de Copons (Anoia). Inclou els inscrits en el Registre de Béns Culturals d'Interès Nacional (BCIN) amb la classificació de monuments històrics, els Béns Culturals d'Interès Local (BCIL) de caràcter immoble i la resta de béns arquitectònics integrants del patrimoni cultural català.
| Monument                                     | Protecció   | Estil/època        | Localització                            | Coordenades                                          | Codi?         | Imatge |
| -------------------------------------------- | ----------- | ------------------ | --------------------------------------- | ---------------------------------------------------- | ------------- | --- |
| Castell de Copons                            | BCIN 700-MH | Medieval           | Copons Desaparegut                      |                                                      | RI-51-0005463 | Carregueu una nova foto d'aquest monument                                                                                   |
| Església parroquial de Santa Maria           |             | Barroc XVIII       | Copons                                  | 41° 38′ 12″ N, 1° 31′ 08″ E / 41.63666°N,1.51894°E   | IPA-5629      | Església parroquial de Santa Maria (Copons) · Vegeu més fotos d'aquest monument · Carregueu una nova foto d'aquest monument |
| Plaça Major, o Plaça d'en Ramon Godó         |             | Obra popular XVII  | Copons C. Major                         | 41° 38′ 13″ N, 1° 31′ 03″ E / 41.637°N,1.51745°E     | IPA-5633      | Plaça Major (Copons) · Vegeu més fotos d'aquest monument · Carregueu una nova foto d'aquest monument                        |
| Llinda de porta de cal Tabola                |             | Barroc XVII        | Copons C. del Mur, 28                   | 41° 38′ 15″ N, 1° 31′ 04″ E / 41.637603°N,1.517898°E | IPA-5634      | Llinda de porta de cal Tabola (Copons) · Vegeu més fotos d'aquest monument · Carregueu una nova foto d'aquest monument      |
| Casa al carrer Pere Paloma, 1                |             | Obra popular XVI   | Copons C. Pera Paloma, 1                | 41° 38′ 11″ N, 1° 31′ 06″ E / 41.636366°N,1.518202°E | IPA-5635      | Casa al carrer Pere Paloma, 1 (Copons) · Vegeu més fotos d'aquest monument · Carregueu una nova foto d'aquest monument      |
| Cal Poldo                                    |             | Barroc XVIII       | Copons Pl. Ramon Godó                   | 41° 38′ 14″ N, 1° 31′ 04″ E / 41.637184°N,1.517715°E | IPA-5637      | Cal Poldo (Copons) · Vegeu més fotos d'aquest monument · Carregueu una nova foto d'aquest monument                          |
| Cal Mestre                                   |             | Barroc XVIII       | Copons C. Vilanova, 24                  | 41° 38′ 08″ N, 1° 31′ 06″ E / 41.635633°N,1.518444°E | IPA-5639      | Cal Mestre (Copons) · Vegeu més fotos d'aquest monument · Carregueu una nova foto d'aquest monument                         |
| Casa Lacambra, o Ca l'Estany                 |             | Barroc XVIII       | Copons C. del Raval                     | 41° 38′ 12″ N, 1° 31′ 01″ E / 41.63669°N,1.51698°E   | IPA-5640      | Ca l'Estany (Copons) · Vegeu més fotos d'aquest monument · Carregueu una nova foto d'aquest monument                        |
| Creu de terme                                |             | XX                 | Copons Retirada del seu emplaçament     | 41° 38′ 11″ N, 1° 31′ 09″ E / 41.63649°N,1.51917°E   | IPA-5641      | Creu de terme (Copons) · Vegeu més fotos d'aquest monument · Carregueu una nova foto d'aquest monument                      |
| Capella de Sant Pere de Comalats o de Copons |             | Romànic XI         | Copons                                  | 41° 39′ 00″ N, 1° 31′ 42″ E / 41.65012°N,1.52841°E   | IPA-5643      | Capella de Sant Pere de Comalats (Copons) · Vegeu més fotos d'aquest monument · Carregueu una nova foto d'aquest monument   |
| Mas Lloretó                                  |             | Obra popular       | Copons Ctra. BV-1005                    | 41° 39′ 10″ N, 1° 30′ 19″ E / 41.652906°N,1.505241°E | IPA-6099      | Mas Lloretó (Copons) · Vegeu més fotos d'aquest monument · Carregueu una nova foto d'aquest monument                        |
| Molí del Vilella                             |             | Obra popular XVII  | Copons Esquerra de la riera de Veciana  | 41° 38′ 56″ N, 1° 30′ 34″ E / 41.648997°N,1.509326°E | IPA-26420     | Molí del Vilella (Copons) · Vegeu més fotos d'aquest monument · Carregueu una nova foto d'aquest monument                   |
| Molí de Baix del Mas Lloretó                 |             | Obra popular       | Copons Dreta de la rera de la Roda      | 41° 39′ 08″ N, 1° 30′ 18″ E / 41.652125°N,1.505027°E | IPA-26421     | Carregueu una nova foto d'aquest monument                                                                                   |
| Molí del Mig de Copons                       |             | Obra popular       | Copons Esquerra de la riera de Veciana  | 41° 38′ 15″ N, 1° 30′ 59″ E / 41.637518°N,1.516252°E | IPA-26422     | Molí del Mig de Copons · Vegeu més fotos d'aquest monument · Carregueu una nova foto d'aquest monument                      |
| Molí de Dalt de Copons                       |             | Obra popular       | Copons Esquerra de la riera de Veciana  | 41° 38′ 16″ N, 1° 30′ 53″ E / 41.637736°N,1.514612°E | IPA-26423     | Molí de Dalt de Copons · Vegeu més fotos d'aquest monument · Carregueu una nova foto d'aquest monument                      |
| Molí del Gelabert                            |             | Obra popular       | Copons Esquerra de la riera de Veciana  | 41° 38′ 39″ N, 1° 30′ 39″ E / 41.644227°N,1.510746°E | IPA-26424     | Molí del Gelabert (Copons) · Vegeu més fotos d'aquest monument · Carregueu una nova foto d'aquest monument                  |
| Molí Torre de la Masia                       |             | Obra popular       | Copons Dreta de la riera de Veciana     | 41° 38′ 50″ N, 1° 30′ 39″ E / 41.647108°N,1.510739°E | IPA-26425     | Molí Torre de la Masia (Copons) · Vegeu més fotos d'aquest monument · Carregueu una nova foto d'aquest monument             |
| Molí de Dalt del Mas Lloretó                 |             | Obra popular       | Copons Esquerra de la riera de Roda     | 41° 39′ 10″ N, 1° 30′ 17″ E / 41.65279°N,1.50485°E   | IPA-26426     | Molí de Dalt del del Mas Lloretó (Copons) · Vegeu més fotos d'aquest monument · Carregueu una nova foto d'aquest monument   |
| Molí del Madora                              |             | Obra popular       | Copons Esquerra de la riera de Veciana  | 41° 38′ 13″ N, 1° 31′ 02″ E / 41.636856°N,1.517086°E | IPA-26427     | Molí del Madora (Copons) · Vegeu més fotos d'aquest monument · Carregueu una nova foto d'aquest monument                    |
| Molí del Mig de Mas Lloretó                  |             | Obra popular       | Copons Esquerra del riu Anoia           |                                                      | IPA-26428     | Carregueu una nova foto d'aquest monument                                                                                   |
| Molí del Plomissó                            |             | Obra popular       | Copons A la riba dreta de la riera Gran |                                                      | IPA-26429     | Carregueu una nova foto d'aquest monument                                                                                   |
| Molí Nou                                     |             | Obra popular       | Copons Esquerra del riu Anoia           |                                                      | IPA-26430     | Carregueu una nova foto d'aquest monument                                                                                   |
| Rectoria de Copons                           | BCIL 2006   | Obra popular XVIII | Copons C. de Vilanova, 3                | 41° 38′ 12″ N, 1° 31′ 09″ E / 41.636541°N,1.519184°E | IPA-30755     | Rectoria de Copons · Vegeu més fotos d'aquest monument · Carregueu una nova foto d'aquest monument                          |